# Narycia phaeostola
Narycia phaeostola är en fjärilsart som beskrevs av Turner 1923. Narycia phaeostola ingår i släktet Narycia och familjen säckspinnare. Inga underarter finns listade i Catalogue of Life.